# Men in This Town
«Men in This Town» es una canción de la cantautora colombiana Shakira grabada para su octavo álbum de estudio, Loba (2009). Combinando hyperpop, rock alternativo y electroclash, su letra habla de intentar encontrar el amor en Los Ángeles. La canción resurgió en 2025 en redes sociales, lo que llevó a Shakira a indicar que podría interpretarla por primera vez en vivo más de una década después de su lanzamiento.

## Antecedentes y lanzamiento
| «Quería asegurarme de que este álbum tuviera muchos bajos y que los bombos fueran muy potentes, y quería concentrarme en el ritmo. Pero mi música, hasta cierto punto, es muy compleja, porque siempre intento experimentar con sonidos de otras partes del mundo». —Shakira sobre Loba. |

Shakira escribió 60 canciones para su octavo álbum de estudio, Loba, y «Men in This Town» fue una de las 10 que terminaron en el disco. El álbum no cumplió con los plazos iniciales por haber estado trabajando en él durante tanto tiempo, porque Shakira quería que tuviera éxito y que fuera su «momento» en los Estados Unidos. «Esta es mi oportunidad de consolidar una carrera y mis sueños como artista en los Estados Unidos, para poder seguir haciendo música durante mucho tiempo y viajando por el mundo», comentó. Eligió incursionar en la música dance con el álbum, ya que aspiraba a tener la libertad artística de experimentar con cualquier sonido, creyendo que el género es perfecto para eso: «Este fue un viaje sonoro experimental. Quería jugar con la electrónica, los ritmos, los sintetizadores...». «No me he censurado», comentó sobre las canciones con «sonidos más duros, con ritmos muy sólidos». Cuando el álbum fue lanzado el 9 de octubre de 2009, «Men in This Town» se convirtió instantáneamente en un favorito de los fanes.

## Composición
«Men in This Town» es una canción de hyperpop, rock alternativo y electroclash.  Con una progresión de acordes de Re menor — Si bemol — Fa — Do, la canción comienza con una guitarra eléctrica de estilo californiano, antes de despuntar hacia una producción electrónica «celestial» y «vibrante» con breakdowns de estilo disco. Shakira altera su voz en el puente, haciéndola sonar áspera, antes de cambiar a un tono agudo y «soñador».
La canción presenta temas de desencanto e ironía entrelazados con una emoción sincera. La letra explora la paciencia y la esperanza de encontrar un hombre decente en los clubes de la superficial California: Is there a prince in this fable for a small-town girl like me? («¿Hay un príncipe en esta fábula para una chica de pueblo como yo?»). La letra contiene referencias a Matt Damon y Angelina Jolie, así como a la ciudad de Los Ángeles y SkyBar. La canción concluye con una letra sobre «un suicidio en espera».
En cuanto a las letras en las que afirma añorar a Damon The good ones are gone or not able / And Matt Damon's not meant for me, «Los buenos se han ido o no pueden / Y Matt Damon no es para mí», Shakira se preguntó si debería enviarle una nota de disculpa a su esposa Luciana Barroso diciéndole que no se preocupara. Damon pronto comentó que se sentía honrado de ser mencionado en la letra y que era fan de Shakira. También reveló que Shakira les envió a él y a su esposa una «dulce nota». La historia de Shakira con Damon se remonta a principios de la década del 2000, cuando le ofrecieron un papel en una película donde habría actuado junto a Damon, pero no pudo asistir por falta de tiempo.

## Recepción
La crítica elogió «Men in This Town» por su energía fresca y juvenil y su contagiosa vibra dance pop, destacando la energía vocal pura de Shakira y su exitosa exploración de nuevos límites y dinámicas musicales. La canción también fue elogiada por su ingeniosa letra y se destacó su potencial para convertirse en un gran éxito.
Brian White, de Why So Blu?, mencionó que la canción es probablemente su favorita del álbum, por su frescura y juventud, su vibra contagiosa y la energía pura de Shakira. Señaló que la voz de Shakira explora nuevos límites, dinámicas y estilos que no había mostrado antes. También afirmó que la canción tiene potencial para alcanzar un éxito significativo, posiblemente mayor en los mercados europeos, popularizándose en las salas de baile. Gary Trust, de Billboard, incluyó «Men in This Town» como uno de los «cinco probables éxitos de radio de 2010... si se hubieran publicado en la radio». Totally Dublin describió «Men in This Town» y «Spy», del mismo álbum, como «un dance pop particularmente impresionante y asombroso para animar cualquier salida nocturna». The Diamondback destacó cómo Shakira se aventuró más allá de sus límites musicales habituales con la canción, superando con éxito sus límites. El periódico también destacó la ingeniosa letra de la canción. En 2014, Robert Copsey de Digital Spy incluyó «Men in This Town» entre las diez mejores canciones de Shakira. Nueva News destacó la «mezcla de humor y ritmo bailable» de la canción, que muestra la evolución de Shakira, y calificó el tono de la canción como «pegadizo e irónico».

## Rendimiento comercial
En agosto de 2025, «Men in This Town» se ubicó entre las mejores canciones de iTunes en varios países, incluidos Colombia, México, Costa Rica, Brasil, España y Honduras.

## Actuaciones en vivo
Tras una intensa campaña de sus fanes en redes sociales, Shakira insinuó en un reel de Instagram que obtuvo más de 5 millones de visitas en menos de 24 horas que interpretará su canción «Men in This Town» durante sus dos fechas de Las mujeres ya no lloran World Tour en el SoFi Stadium de Los Ángeles, California. Estas presentaciones estaban programadas para ser el debut en vivo de la canción, programado para el 4 y 5 de agosto de 2025. Kenneth Triviño de Ecuavisa comentó que la canción resonaría bien con los temas de empoderamiento de la gira.
El 4 de agosto de 2025 en Los Ángeles, Shakira interpretó «Men in This Town» en vivo por primera vez, generando entusiasmo entre el público. Durante la interpretación de la canción, lució una gorra de lentejuelas combinada con una camiseta extragrande que lucía un lobo con lentejuelas y el nombre de la ciudad. La pantalla en el escenario tenía un texto que decía Where are all the men in this town? («¿Dónde están todos los hombres de esta ciudad?»). La actuación fue calificada como «un sueño hecho realidad» por sus fanes en redes sociales. Francis Alemán, del diario hondureño El País, señaló que Shakira se mostró segura de sí misma y que «su presencia en el escenario rebosaba energía». María Loreto, de ¡Hola!, comentó que Shakira ha «sorprendido a los fanes con interpretaciones de sus canciones más antiguas», y ahora «ha optado por una de sus canciones más desconocidas, regalándoles a sus fanes un momento inolvidable».